# Emir Alečković
Emir Alečković (1979. augusztus 14. –) bosznia-hercegovinai nemzetközi labdarúgó-játékvezető.

## Pályafutása

### Nemzeti játékvezetés
2008-ban lett az I. Liga játékvezetője.

### Nemzetközi játékvezetés
A Bosznia-hercegovinai labdarúgó-szövetség Játékvezető Bizottsága (JB) terjesztette fel nemzetközi játékvezetőnek, a Nemzetközi Labdarúgó-szövetség (FIFA) 2010-től tartotta nyilván bírói keretében. Több nemzetek közötti válogatott és klubmérkőzést vezetett, vagy működő társának 4. bíróként segített. FIFA JB besorolás szerint 2. kategóriás bíró. A Bosznia-hercegovinai nemzetközi játékvezetők rangsorában, a világbajnokság-Európa-bajnokság sorrendjében többedmagával a 2. helyet foglalja el 2 találkozó szolgálatával. Válogatott mérkőzéseinek száma: 3 (2012).

#### Világbajnokság
A világbajnoki döntőhöz vezető úton Brazíliába a XX., a 2014-es labdarúgó-világbajnokságra a FIFA JB bíróként alkalmazta.

##### Selejtező mérkőzés
| Időpont             | Helyszín                                     | Mérkőzés típusa           | Mérkőzés             | Eredmény | Nézők száma |
| ------------------- | -------------------------------------------- | ------------------------- | -------------------- | -------- | ----------- |
| 2012. szeptember 7. | Comunal d`Aixovall Stadion, Andorra la Vella | előselejtező (D. csoport) | Andorra–Magyarország | 0 – 5    | 815         |

#### Európa-bajnokság

##### U17-es labdarúgó-Európa-bajnokság
Szlovénia rendezte a 2012-es U17-es labdarúgó-Európa-bajnokságot, ahol a FIFA/UEFA JB játékvezetőként alkalmazta.
| Időpont         | Helyszín                      | Mérkőzés típusa              | Mérkőzés                  | Eredmény | Nézők száma |
| --------------- | ----------------------------- | ---------------------------- | ------------------------- | -------- | ----------- |
| 2012. május 7.  | Stožice Stadion, Ljubljana    | csoportmérkőzés (A. csoport) | Izland–Németország        | 0 – 1    |             |
| 2012. május 10. | Športni park Stadion, Nicosia | csoportmérkőzés (B. csoport) | Hollandia–Lengyelország   | 0 – 0    | 537         |
| 2012. május 13. | Stožice Stadion, Ljubljana    | egyik elődöntő               | Németország–Lengyelország | 1 – 0    | 1629        |

##### U19-es labdarúgó-Európa-bajnokság
Litvánia rendezte a 2013-as U19-es labdarúgó-Európa-bajnokságot, ahol a FIFA/UEFA JB bíróként alkalmazta.
| Időpont          | Helyszín               | Mérkőzés típusa              | Mérkőzés             | Eredmény |
| ---------------- | ---------------------- | ---------------------------- | -------------------- | -------- |
| 2013. július 20. | Városi Stadion, Alytus | csoportmérkőzés (B. csoport) | Grúzia–Franciaország | 0 – 0    |